# Bassus cingulipes
Bassus cingulipes är en stekelart som först beskrevs av Christian Gottfried Daniel Nees von Esenbeck 1812.  Bassus cingulipes ingår i släktet Bassus och familjen bracksteklar. Inga underarter finns listade.